# Велес-Зузулова, Вероника
Вероника Велес-Зузулова (словац. Veronika Velez-Zuzulová, род. 15 июля 1984 года, Братислава) — словацкая горнолыжница, серебряный призёр чемпионата мира 2017 года в командном первенстве, участница четырёх Олимпийских игр, многократная победительница этапов Кубка мира. Чемпионка мира среди юниоров 2002 года в слаломе. Одна из двух представителей Словакии, побеждавших на этапах Кубка мира, наряду с Петрой Вльговой. Специализировалась в слаломе.

## Спортивная биография
Тренером Вероники были её отец Тимотей Зузула и Владимир Коварж.
В Кубке мира Зузулова дебютировала в 2000 году, в феврале 2004 года первый раз попала в тройку лучших на этапе Кубка мира. Первую победу одержала 29 декабря 2012 года в Земмеринге. Уже через несколько дней после первой победы Вероника выиграла параллельный слалом на этапе Кубка мира в Мюнхене. Своеобразный победный «дубль» Вероника повторила в середине января 2016 года в австрийском Флахау, когда выиграла подряд два этапа в слаломе. Лучшим достижением Зузуловой в общем зачёте Кубка мира является 11-е место в сезоне 2016/17. В сезоне 2015/16 и 2016/17 занимала второе место в зачёте слалома. Ещё дважды (2007/08 и 2012/13) Вероника была третьей в зачёте слалома.
На Олимпиаде-2002 в Солт-Лейк-Сити стала 32-й в гигантском слаломе, так же стартовала в слаломе, но не смогла финишировать.
На Олимпиаде-2006 в Турине стала 22-й в слаломе и 15-й в комбинации.
На Олимпиаде-2010 в Ванкувере стартовала в двух дисциплинах: гигантский слалом — не финишировала, слалом — 10-е место.
Олимпийские игры 2014 года в Сочи была вынуждена пропустить из-за травмы. На Олимпийских играх 2018 года в Пхёнчхане заняла 17-е место в слаломе и 9-е место в команде. Велес-Зузулова также была удостоена чести нести флаг Словакии на церемонии открытия Игр.
За свою карьеру участвовала в восьми чемпионатах мира, выиграв серебро в командном первенстве в 2017 году в Санкт-Морице, лучший результат в личных дисциплинах — 4-е место в слаломе на чемпионате мира 2015 года.
27 апреля 2012 года в соборе святого Мартина в Братиславе вышла замуж за своего французского тренера Ромена Велеза (фр. Romain Velez) и взяла двойную фамилию.
Использовала лыжи и ботинки производства фирмы Salomon.
Завершила карьеру в 2018 году.

## Выступления на крупнейших соревнованиях

### Зимние Олимпийские игры
| Олимпийские игры    | Скоростной спуск | Супергигант | Гигантский слалом | Слалом | Комбинация | Команды |
| ------------------- | ---------------- | ----------- | ----------------- | ------ | ---------- | ------- |
| 2002 Солт-Лейк-Сити | —                | —           | 32                | DNF1   | —          | н/д     |
| 2006 Турин          | —                | —           | —                 | 22     | 15         | н/д     |
| 2010 Ванкувер       | —                | —           | DNF2              | 10     | —          | н/д     |
| 2018 Пхёнчхан       | —                | —           | —                 | 17     | —          | 1/8     |

### Победы на этапах Кубка мира (5)
| № | Сезон   | Дата        | Место     | Дисциплина          |
| - | ------- | ----------- | --------- | ------------------- |
| 1 | 2012/13 | 29 дек 2012 | Земмеринг | Слалом              |
| 2 | 2012/13 | 1 янв 2013  | Мюнхен    | Параллельный слалом |
| 3 | 2015/16 | 12 янв 2016 | Флахау    | Слалом (2)          |
| 4 | 2015/16 | 15 янв 2016 | Флахау    | Слалом (3)          |
| 5 | 2016/17 | 3 янв 2017  | Загреб    | Слалом (4)          |